# Chiesa di Sant'Evasio (Mondovì)
La chiesa di Sant'Evasio è una chiesa romanica che si trova a Mondovì, un tempo consacrata a sant'Evasio.
L'edificio si trova precisamente in località Carassone ed è sconsacrata fin dal XVIII secolo, periodo in cui venne anche abbandonata.
Il primo nucleo risale con tutta probabilità al XIII secolo; il periodo di massimo splendore fu il XVII secolo, durante il quale la chiesa contava diciassette altari.
La chiesa presenta ancora oggi il campanile romanico, un tabernacolo in marmo, lastre tombali sul pavimento ed un sistema di cripte sottostante il presbiterio.